# Conflans-sur-Lanterne
Conflans-sur-Lanterne è un comune francese di 675 abitanti situato nel dipartimento dell'Alta Saona nella regione della Borgogna-Franca Contea.
È attraversato dal fiume Lanterne.

## Società

### Evoluzione demografica
Abitanti censiti